# Colby French
 (mars 2022).
Colby French est un acteur de télévision américain, connu pour jouer le rôle de Hank dans la série télévisée Heroes sur la chaîne NBC. Il est également connu pour avoir joué Yankee dans The Suite Life de Zack & Cody et le capitaine Evan Thorn dans Last Resort. En 2016, il est apparu dans 3 épisodes de American Horror Story: Roanoke . 